# Eelco Smits
Eelco Smits (Tilburg, 31 maart 1977) is een Nederlands toneel- en filmacteur.

## Biografie
Eelco Smits studeerde in 2001 af aan de Toneelacademie Maastricht. Aanvankelijk was hij als vaste acteur verbonden aan het Ro Theater. Bij dit gezelschap was hij onder andere te zien in Leonce en Lena, Portia Coughlan en als de jonge Marcel Proust in de theatercyclus Op zoek naar de verloren tijd.
Hierna speelde Smits als gastacteur in enkele voorstellingen van Toneelgroep Amsterdam onder regie van Ivo van Hove, waaronder Keetje van Heilbron en Oom Wanja. Van 2005 tot 2019 was hij vast verbonden aan dit gezelschap, dat vanaf 2018 Internationaal Theater Amsterdam (ITA) heet. Vanaf seizoen 2023/24 is hij opnieuw lid van het ITA-ensemble. Hij speelde er onder andere in De meeuw, Rouw siert Electra, Romeinse tragedies, De Russen!, De vrek, Angels in America, Opening night, Antonioni Project, Teorema, Zomertrilogie, Spoken, Phaedra, Tartuffe, Nora, Kings of war en Glazen speelgoed.
In 2015 ging op het theaterfestival van São Paulo zijn solovoorstelling Song from far away van Simon Stephens in première. In september 2015 speelde hij twee weken lang de Engelstalige versie in de Young Vic in Londen. De Nederlandstalige versie was in de seizoenen 2015/16 en 2016/17 in diverse theaters te zien.
Eelco Smits speelde tevens in een aantal films, waaronder Majesteit: De droom van Beatrix, waarin hij de rol van prins Friso speelde, en De Nieuwe Wereld uit 2013. Verder had hij een vaste rol in de tv-serie Lijn 32 en speelde hij in 2012-'14 de rol van Thomas Zwager in Bloedverwanten. Daarnaast had hij gastrollen in de tv-series Baantjer, Van God los, Moordvrouw, Jeuk en Vechtershart.
Op 20 oktober 2018 kreeg Smits uit handen van Jacob Derwig de Paul Steenbergenpenning. Op 17 september 2023 ontving hij de Louis d'Or, de hoogste toneelonderscheiding in Nederland, voor zijn rol van Édouard in Geschiedenis van geweld, naar de gelijknamige roman van Édouard Louis.

## Werk (selectie)

### Toneel
Onderstaand een overzicht van zijn belangrijkste rollen (t/m 2019 bij Toneelgroep Amsterdam / ITA-ensemble):
- 2004: Keetje van Heilbron
- 2004: Oom Wanja
- 2005-'08: Perfect Wedding
- 2006: Madame de Sade
- 2005-'13: Het temmen van de feeks
- 2006-'08: Oresteia
- 2006-'14: Rouw siert electra
- 2007-'18: Romeinse Tragedies
- 2007: Britannicus
- 2008-'15, 2025: Angels in America (regie: Ivo van Hove; vanaf 2025 onder regie van Eline Arbo)
- 2008: Rocco en zijn broers
- 2009-'11: Antonioni Project
- 2009-'16: Opening Night
- 2009: Teorama
- 2010: Zomertrilogie
- 2010: Phaedra
- 2011: Spoken
- 2011-'14: De Vrek
- 2012: Tartuffe
- 2012: Macbeth
- 2012-'14: De Russen!
- 2012-'15: Nora
- 2012: Het temmen van de feeks
- 2013: De Meeuw
- 2013-'15: Hamlet vs Hamlet
- 2014: Maria Stuart
- 2015-'17: Song from far away
- 2015-'18: Kings of war
- 2015-'17: Glazen Speelgoed
- 2016: Liliom
- 2017-'18: Ibsen Huis
- 2017-'18: Uit het leven van marionetten
- 2018: Vergeef ons
- 2018: De dingen die voorbij gaan
- 2018-'19: Een klein leven
- 2019: Vallende man
- 2023: Geschiedenis van geweld
- 2024: De wetten

### Filmografie en televisiewerk
- 2007: Kicks
- 2010: Majesteit
- 2012: Lijn 32 - serie
- 2012-2014: Bloedverwanten - serie
- 2017: De Begrafenis van de Verlegen Mens
- 2018: Klem - serie
- 2019: Boy Meets Gun
- 2020: Buiten is het feest
- 2020: Vliegende Hollanders - serie
- 2020: Gemmeker - kortfilm
- 2021: Feast
- 2021: Nieuw Zeer - sketchserie
- 2022: Pink Moon
- 2022-23: Flikken Rotterdam - serie
- 2023: Zon in de Nacht - documentaire
- 2023: Incognito - serie
- 2024: PATTY - serie
- 2024: De Vaandeldrager Vijf
- 2024: De Ring
- 2025: De Idylle